# Nebelbach (vattendrag i Antarktis)
Nebelbach är ett vattendrag i Antarktis. Det ligger i Sydshetlandsöarna. Argentina, Chile och Storbritannien gör anspråk på området. Nebelbach ligger vid sjön Kiteschbach.